# A House Is Not a Home (Gilmore Girls)
A house is not a home (en español: Una casa no es un hogar) es el episodio número 109 de la serie de televisión norteamericana Gilmore Girls, la última de la quinta temporada.

## Resumen del episodio
Luego de recibir una llamada de Rory, Lorelai la recoge en la comisaría de policía; camino a casa, Rory le explica a su madre que robar el yate fue idea suya y no de Logan, además le cuenta que lo hizo por el desaire que Mitchum le causó. 
Al día siguiente, Rory le cuenta a Logan que Mitchum le dijo que no sería una buena periodista, así que él le responde que tendrá una charla con su padre y que el mismo es muy directo, dice lo que debería callar. Mientras tanto, Taylor se encuentra preparando una carrera de ciclistas, y Luke oficialmente compra la casa Twickham, pero cuando ve que Lorelai recibe un presente de parte del inversor de hoteles, cambia de opinión al suponer que Lorelai viajaría mucho si acepta vender la posada, y devuelve la casa. 
Rory le dice a Lorelai que ha decidido que no irá a Yale el siguiente año, pero a Lorelai no le gusta esa idea y va a sus padres para intentar, entre los tres, hacerle cambiar de idea a Rory. Sin embargo, Emily y Richard le proponen a su nieta dejar Yale, mudarse con ellos y conseguir un trabajo, algo que ella acepta pero que Lorelai desaprueba.
Lane teme que su banda se separe, pues no practican hace tiempo con sus amigos, pero la Sra. Kim los ayuda a planificar una gira por iglesias y teatros cristianos. 
Finalmente, Lorelai le comunica a Luke las noticias de Rory, y al ver que él se preocupa por ella como un padre, le propone matrimonio.

### Error en la grabación
- La mamá de Kim dice ¿cuál van?, pero se el vehículo se ve en la entrada cuando ella misma llega a casa de su hija; luego va a buscarla sin preguntar dónde está y sale por la puerta de atrás, sin embargo la posición y lugar en que encuentra la camioneta es totalmente diferente a donde se la vio al inicio.

- Datos: Q5654130